# Stock Car

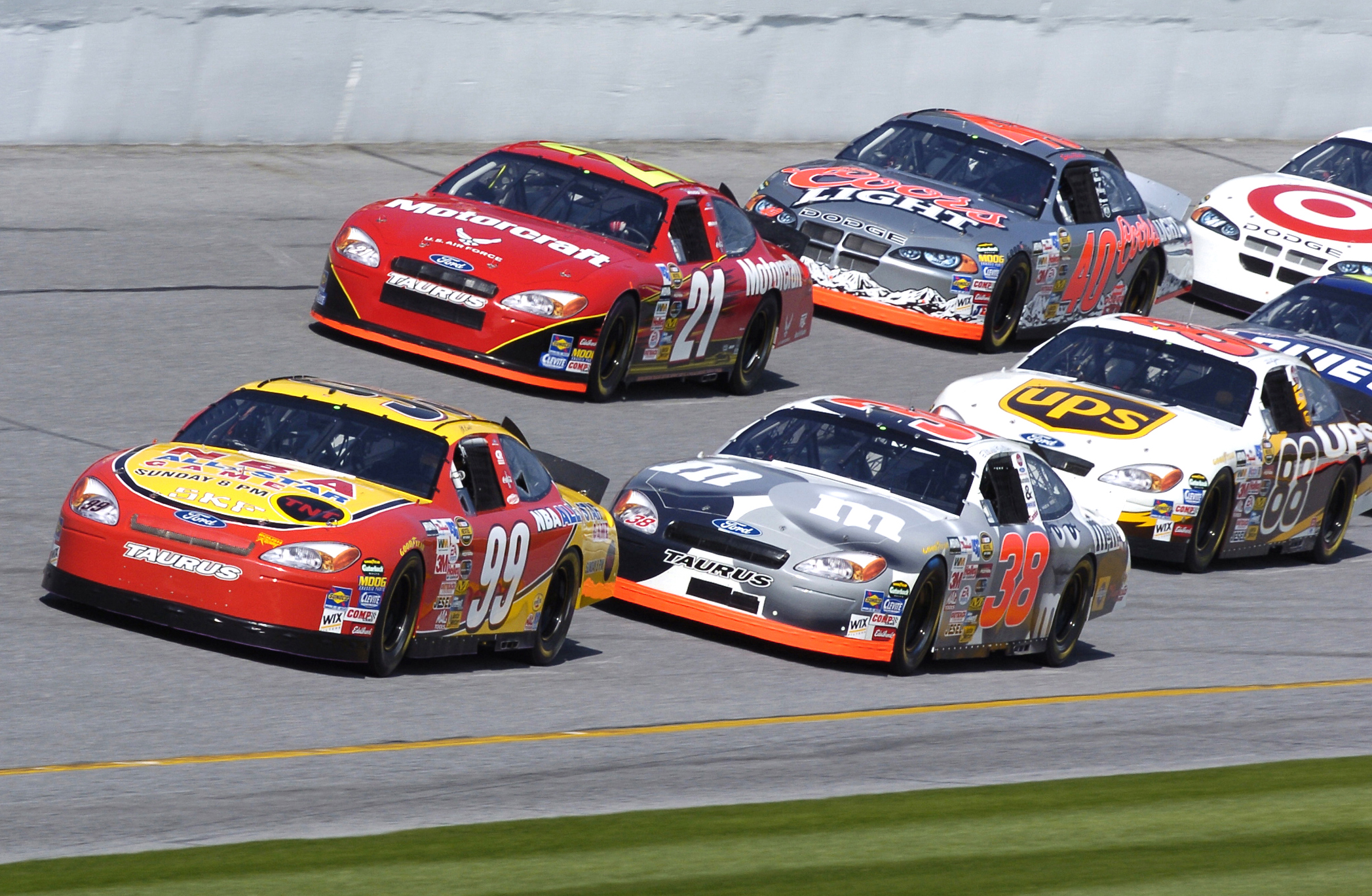
Stock cars da NASCAR.

O termo Stock Car refere-se a uma forma de corrida automobilística popular, principalmente nos Estados Unidos, no Canadá, no México, na Grã-Bretanha, na Austrália, no Brasil e em outros países.
O Stock Car em seu senso original descreve um automóvel de passeio utilizado em competições, mas sem  modificações especiais para corrida. Posteriormente passaram a ser carros de passeios modificados para provas. Atualmente muitas categorias usam carros especiais que mantém o design semelhante aos de passeio, que ao contrário dos monopostos, que têm pneus à mostra, são considerados provas de turismo.

## Tipos

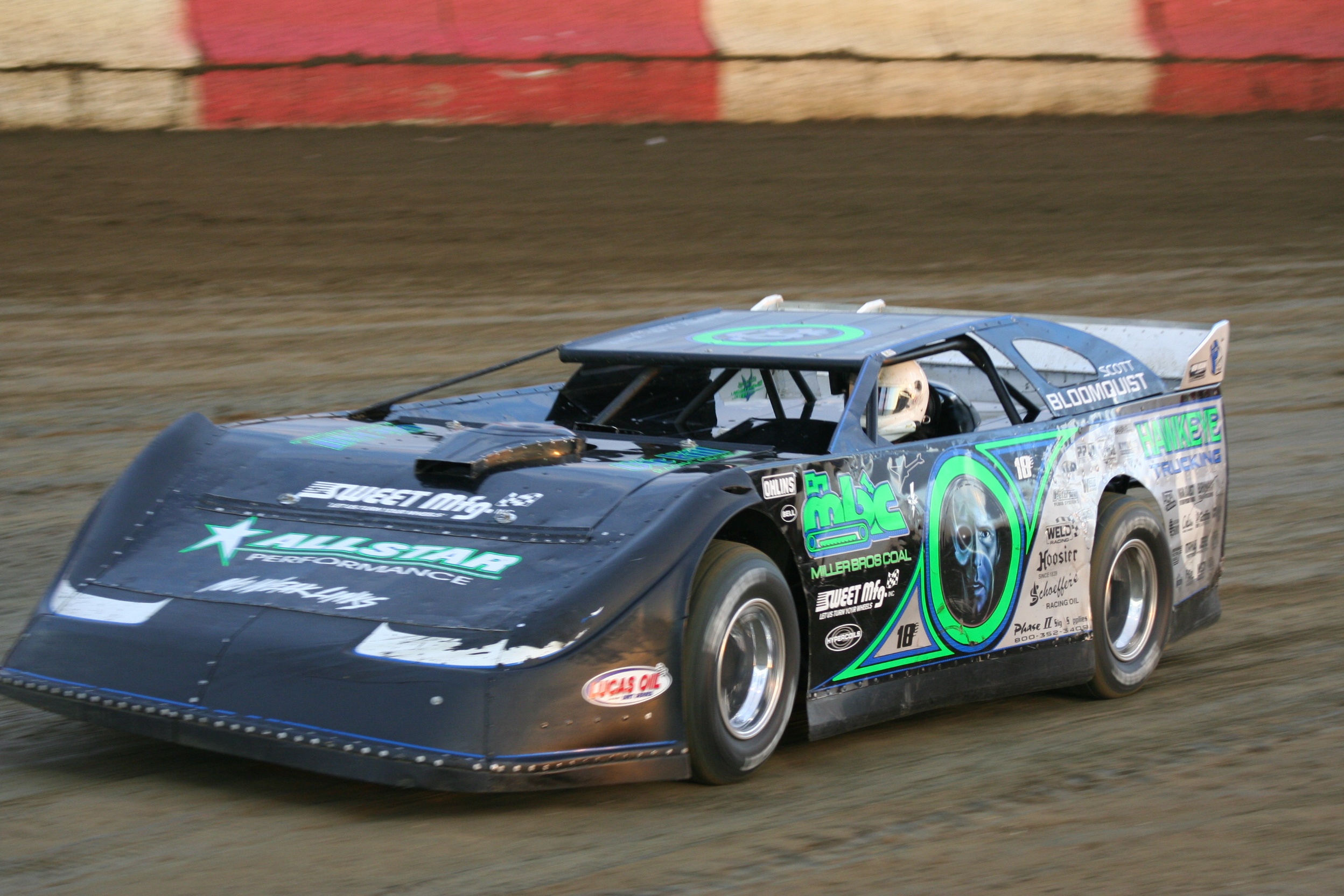
Stock car do tipo late model.

### Pure stock
Também chamado de street stock, são os veículos de produção que podem ser comprados pelo público em geral e sofrem modificações por questões de segurança.

### Super stock
Semelhantes ao pure stock, mas com permissão de modificação nos motores e nos pneus.

### Late models
Late models são a mais alta classe dos stock cars, geralmente feitos com chassi tubular e motores próprios.

## Categorias

### NASCAR
A maior associação de stock cars do mundo é a NASCAR nos Estados Unidos, com três categorias principais (Cup Series, Xfinity Series e Truck Series) e várias categorias regionais e locais (as chamadas Home Tracks) como a Pro Series East e Pro Series West, a Modified Tour, a All-American Series, categorias que correm em mais de 30 etapas ao longo do ano, correndo em sua maior parte em circuitos ovais.
No México, existe a Corona Series, categoria de propriedade da NASCAR americana, consistindo também, em sua maioria, em circuitos ovais, no Canadá a Canada Series e na Europa a Europe Series.

### Outras categorias nos Estados Unidos

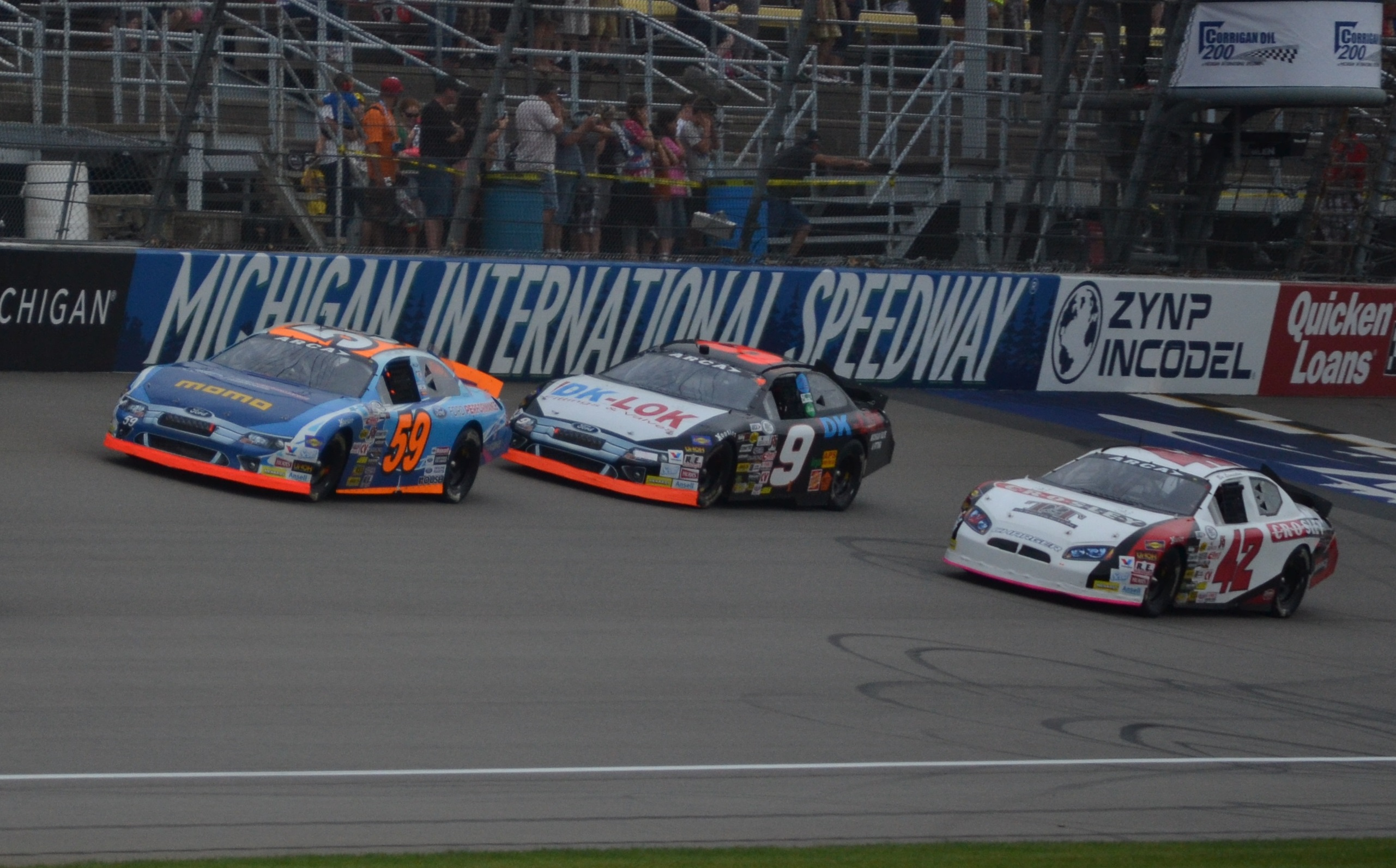
Stock cars da ARCA Racing Series.

Nos Estados Unidos ainda existem outras associações de stock cars, a exemplo da NASCAR costumam ter várias séries associadas, geralmente correndo a nível regional ou local, como exemplo tem-se a Automobile Racing Club of America (ARCA), a American Speed Association (ASA), a Champion Racing Association (CRA), a International Motor Contest Association (IMCA), fundada em 1915 e que é a mais antiga do país em atividade, a United Auto Racing Association (UARA), a Championship Auto Racing Series (CARS). A United States Auto Club (USAC) também já teve sua própria categoria, chamada USAC Stock Car.

### Brasil

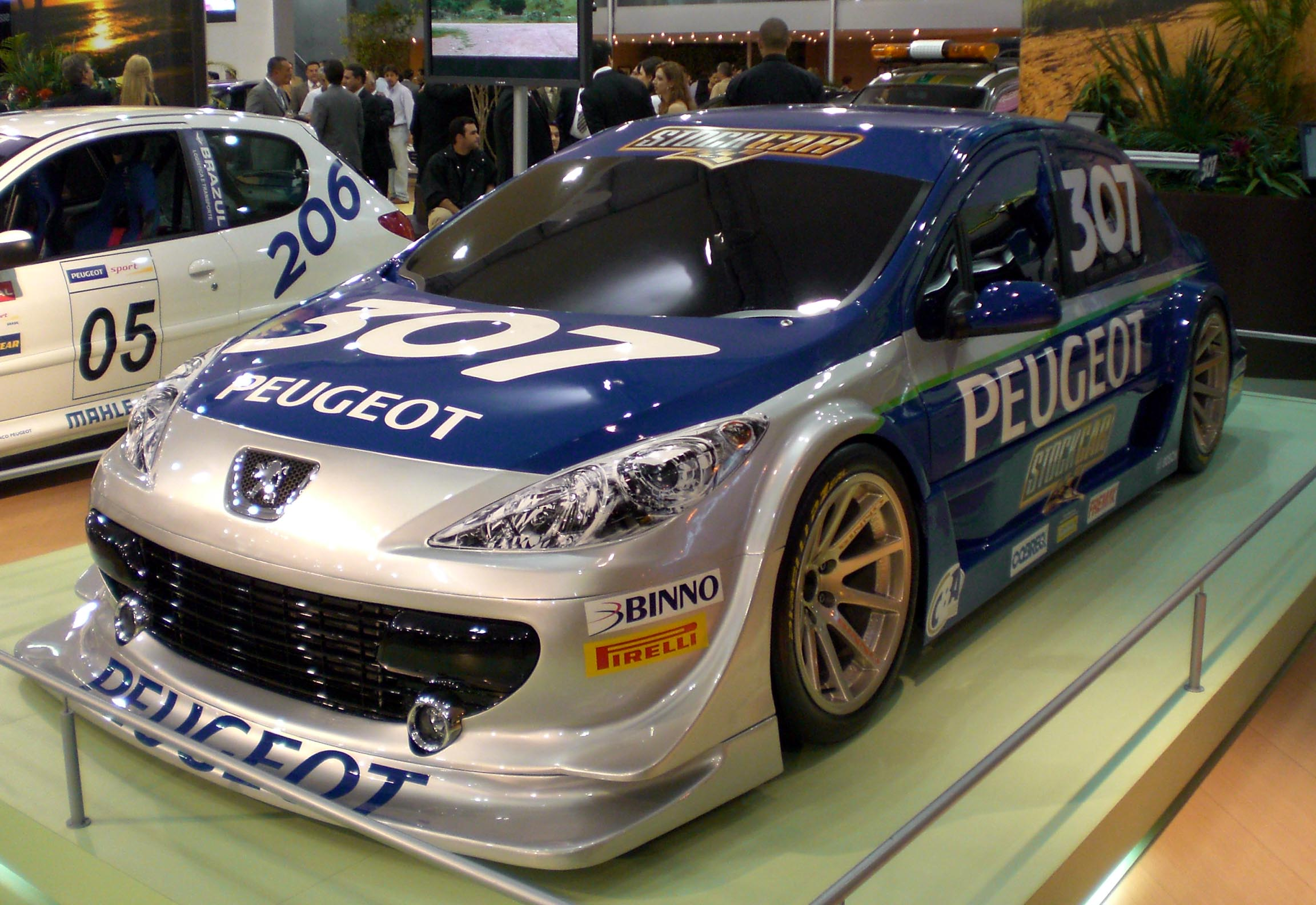
Peugeot 307 desenvolvido para a competição.

No Brasil tem-se a Stock Car Brasil desde 1979. A corrida mais conhecida e a prova mais disputada é a Corrida do Milhão.